# Picot de Hoffmann
El picot de Hoffmann (Melanerpes hoffmannii) és una espècie d'ocell de la família dels pícids (Picidae) que habita boscos oberts, garrigues, sabanes, terres de conreu i ciutats de les terres baixes, fins als 2150 m, del vessant del Pacífic, des del sud d'Hondures fins al centre de Costa Rica.